# École des sciences
 (mars 2023).
Si vous disposez d'ouvrages ou d'articles de référence ou si vous connaissez des sites web de qualité traitant du thème abordé ici, merci de compléter l'article en donnant les références utiles à sa vérifiabilité et en les liant à la section « Notes et références ».
Une école des sciences est un établissement français spécialisé dans l'enseignement des sciences, que ce soit dans le temps scolaire ou extra-scolaire.
La très grande majorité des écoles des sciences sont destinées aux élèves des écoles primaires.

## Écoles des sciences dans le temps scolaire
Ces écoles disposent d'un personnel qualifié pour assister les maîtres dans l'enseignement scientifique à l'école primaire. Dans certains cas, les écoles gèrent des malles de matériel contenant tout le matériel pour un thème qu'elles prêtent aux écoles primaires.
Une école est constituée habituellement d'une ou de plusieurs salles d'expérience avec éventuellement des réserves d'équipement. Les enfants y travaillent généralement par groupe sur des activités expérimentales.
Ces écoles sont très utiles, parce que faute de personnel qualifié, de matériel, et d'une salle adaptée, les enfants seraient conduits à regarder le maître faire les expériences au lieu de les faire eux-mêmes ce qui est contraire au programme "La main à la pâte".

## Écoles des sciences hors temps scolaire
Il n'existe pour l'instant[Quand ?] en France qu'une seule école de ce type et elle se trouve à Huriel.[réf. nécessaire]